# Рыбкин (Калачеевский район)
Рыбкин — хутор в Калачеевском районе Воронежской области России. Входит в состав городского поселения Калач. По состоянию на 01.01.2023 года в хуторе проживает 58 человек.

## География
Расположен в лесной местности, в 10 км на запад от райцентра на западной границе урочища (лесного массива) Закалач, в 300 м к югу от автомобильной дороги местного значения Павловск — Калач.
Высота центра селения над уровнем моря — 163 м.
На 2024 год на хуторе числится 1 улица — Рыбкина

## История
Хутор основан в начале XX века (по данным Л. В. Кригера), или в начале 1920-х годов крестьянами сл. Калач (по данным официального сайта городского поселения).
В лесу между хуторами Рыбкин и Залесный в годы Великой Отечественной войны базировался один из полков 221 бомбардировочной авиадивизии. На её вооружении находились американские самолёты А-20 (Б-20) «Бостон». Аэродром появился летом 1942 г. и использовался по конец 1943 гг. в Сталинградской, Воронежской и Курской битвах. В июле 1942 г. советский аэродром в Рыбкине попал под удар вражеской авиации.
В 1945 г. хутор включён в состав горсовета.

## Население
| 2010 |
| ---- |
| 106  |

### Историческая численность населения
По данным 1938 г. в хуторе проживало 114 человек, на январь 1996 г. 127 человек, в 2009 году в хуторе проживало 93 жителя.

## Инфраструктура
Личное подсобное хозяйство с зоной сельскохозяйственного использования, индивидуальная застройка усадебного типа. На январь 1996 г. в хуторе 44 двора.
Электрифицирован по ВЛ-10-7 ПС 110кВ Калач-2.

## Достопримечательности
Могила военного лётчика Г. Н. Липатова (1919-15.01.1943), ставшая первым захоронением на кладбище х. Рыбкин. В 2015 г. коллектив работников Калачеевских электросетей установил новый памятник на могиле лётчика.
Вблизи хутора Рыбкин на месте дислокации бывшего военного аэродрома установлен памятный знак (камень). Сохранились около 20 капониров (укрытия для самолётов), возле них встречаются артефакты войны:
гильзы, звенья пулемётных лент, детали самолётов и бытовые предметы советских
воинов. Капониры расположены от
первой посадки к северу от дороги Калач-Павловск и тянутся по направлению к х.
Гаранькин.

## Транспорт
Хутор доступен автотранспортом.